# Виндзорские руины

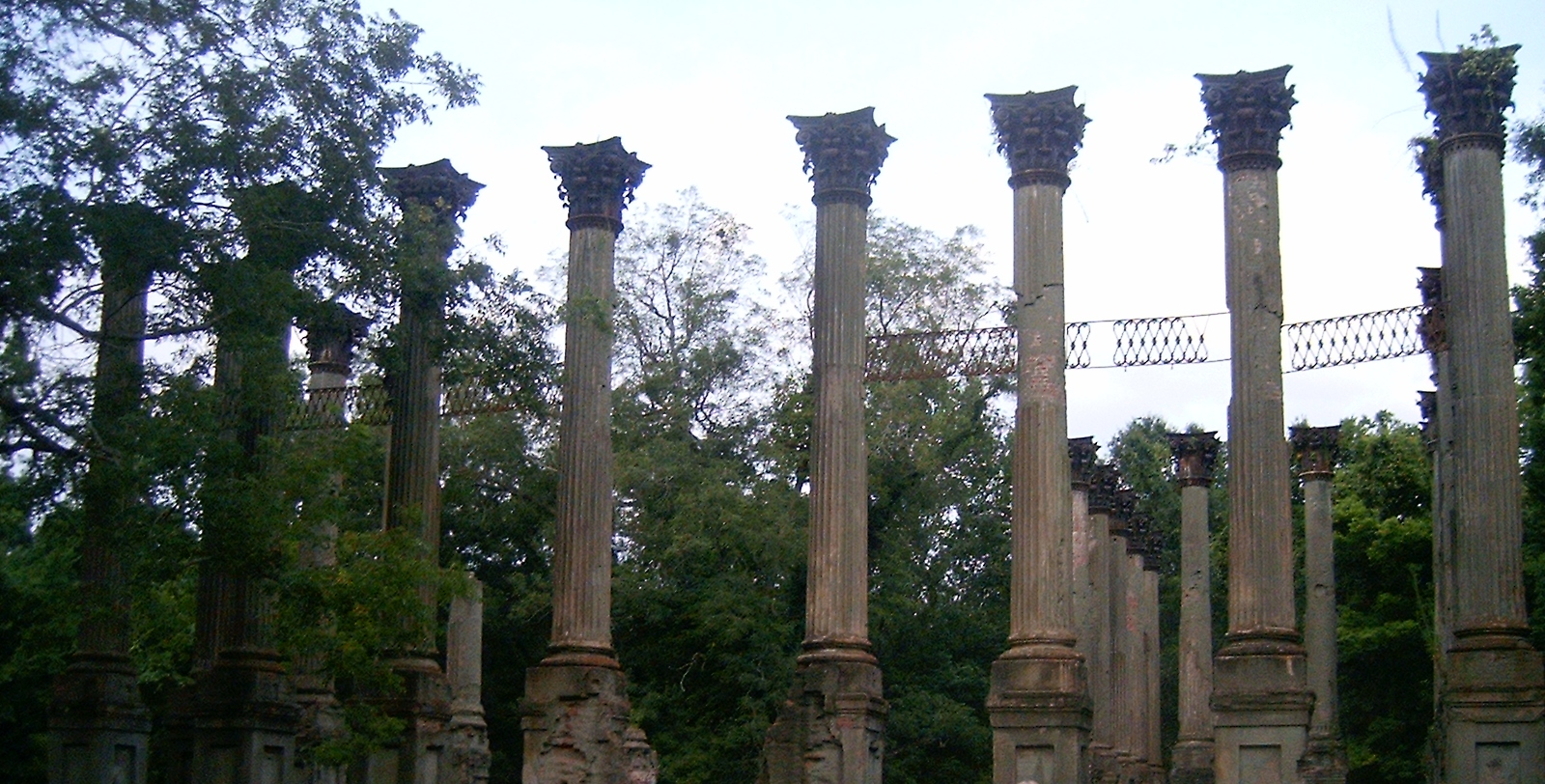
Руины Виндзорского поместья вид спереди

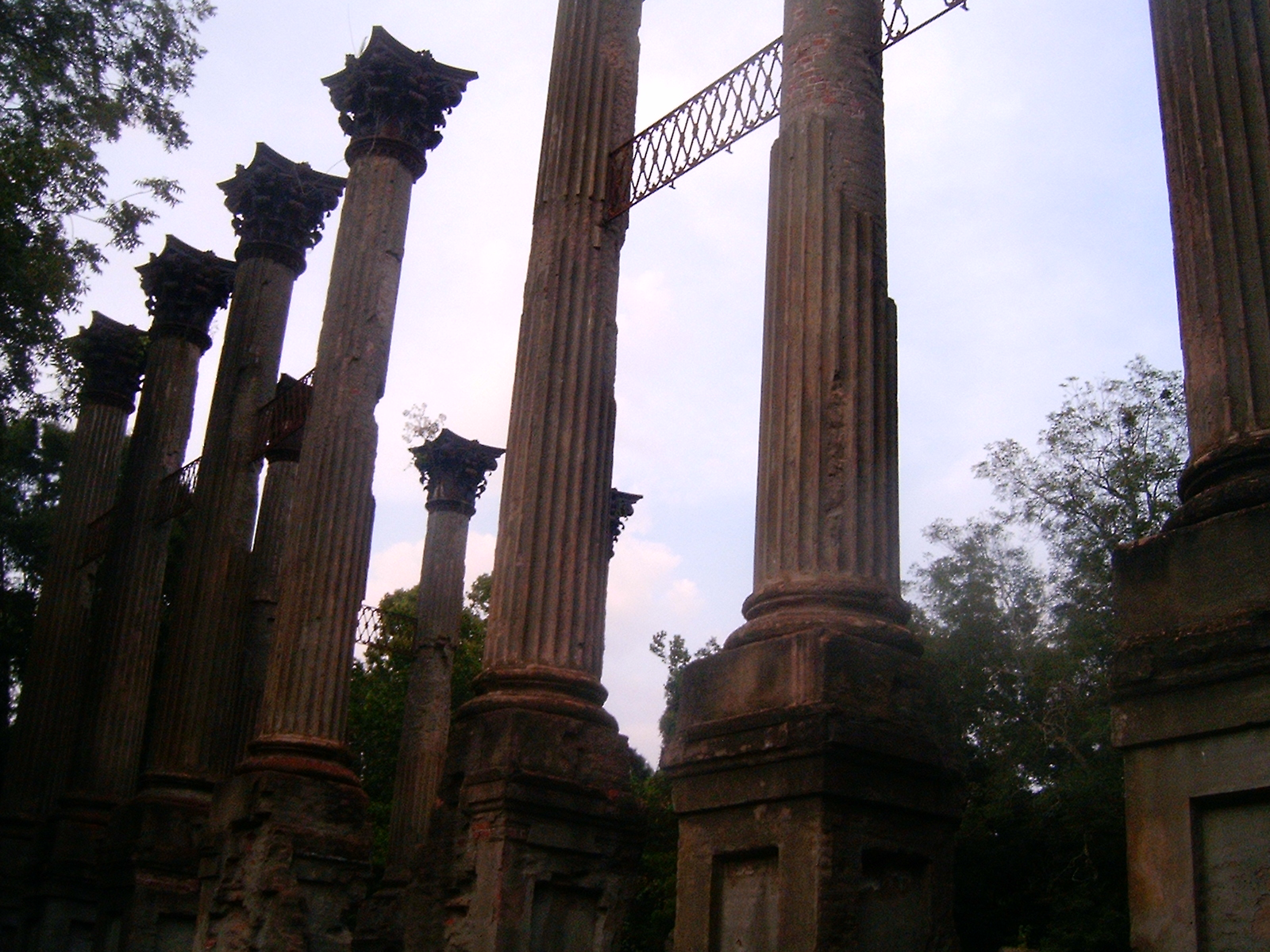
Расписные решётки Виндзорского поместья

Виндзорские руины (англ. Windsor ruins) — культурный и историко-архитектурный памятник довоенного периода истории США на территории современного округа Клейборн, штат Миссисипи, США, где располагаются руины некогда самого большого рабовладельческого поместья штата.
Центр поместья располагался в лесистой сельской местности в 18 километрах (11 милях) от посёлка Порт-Гибсон и занимал площадь около 11 км² (2.600 акров). Владельцем поместья был Смит Коффи Даниель II, родившийся в Миссисипи в 1826 году и занимавшийся строительством особняка в 1859—1861 годах. Строительство усадьбы обошлось в 3,5 млн долларов современными деньгами и было осуществлено руками рабов-негров. Сам Смит умер в 34 года, прожив всего несколько недель в завершённом доме. Особняк сгорел в 1890 г.